# La ninna nanna di Broadway
La ninna nanna di Broadway (Lullaby of Broadway) è un film di genere commedia musicale del 1951 diretto da David Butler.